# Gerhard Staguhn
Gerhard Staguhn (* 3. Februar 1952 in Erding) ist ein deutscher Journalist und Schriftsteller.

## Leben
Gerhard Staguhn machte 1971 sein Abitur am Gymnasium Erding. Er studierte Germanistik in München und Religionswissenschaft in Berlin.
Seit 1985 ist er als freier Autor tätig, darunter für Die Zeit und insbesondere von 1986 bis 1993 für das Magazin der Frankfurter Allgemeinen Zeitung. Seit 1990 schreibt er Bücher, darunter auch Jugendliteratur, und gilt als Autor, der spannend und leicht verständlich schreiben kann. Seine Bücher wurden in 11 Sprachen übersetzt.
Staguhn ist verheiratet, hat einen Sohn und lebt in Berlin.

## Werke
Monografien
- Das Lachen Gottes. Der Mensch und sein Kosmos. Carl Hanser Verlag, 1990, ISBN 3-446-15824-3.
- Tierliebe. Eine einseitige Beziehung. 1996, ISBN 3-446-18545-3.
- Das Herz. Ein geheimnisvolles Organ. 1999, ISBN 3-466-34417-4.
- Mamma Mia Bavaria. Zehn Versuche über ein rätselhaftes Volk der nördlichen Kalkalpen. Societäts-Verlag, Frankfurt 2011. ISBN 978-3-7973-1262-4.
- An einem Tisch. Religiöse Rezepte von Juden, Christen und Muslimen. Neuer Umschau Buchverlag, Neustadt a.W. 2012. ISBN 978-3-86528-737-3
- Der Penis-Komplex. Eine Analyse. Zu Klampen Verlag, Springe 2017. ISBN 978-3-86674-546-9
- Und ewig lockt das Haar. Was es bedeutet, wie es wächst und warum es uns so anzieht. Zu Klampen Verlag, Springe 2019. ISBN 978-3-86674-591-9

Kinderbücher
- Warum fallen Katzen immer auf die Füße … und andere Rätsel des Alltags. ISBN 978-3-446-20192-7.
- Warum hat der Mensch kein Fell? Carl Hanser Verlag, München 2004, ISBN 3-446-20521-7
- Warum zerplatzen Seifenblasen …?
- Warum haben so viele Menschen Angst vor Spinnen? Und andere Rätsel des Alltags. ISBN 978-3-89353-106-6.

Jugendbücher
- Gott und die Götter. Die Geschichte der großen Religionen. ISBN 978-3-423-62259-2.
- Die Jagd nach dem kleinsten Baustein der Welt. ISBN 978-3-446-19902-6.
- Die Rätsel des Universums.
- Die Suche nach dem Bauplan des Lebens. ISBN 978-3-423-62238-7.
- Wenn Gott gut ist, warum gibt es dann das Böse in der Welt? Fragen an die Religion. 2006, ISBN 978-3-446-20798-1.
- Warum die Menschen keinen Frieden halten. Eine Geschichte des Krieges. 2006, ISBN 978-3-89353-144-8.
- Sonne, Wind und Regen. Eine Wetterkunde in Zeiten des Klimawandels. 2008, ISBN 978-3-446-20987-9.
- Ingenieure bauen die Welt. Eine MAN-Technikgeschichte für junge Leser. 2008, ISBN 978-3-89479-459-0.
- Warum das Weltall immer rätselhafter wird. Das Neueste vom Universum. 2009, ISBN 978-3-446-23423-9

## Auszeichnungen
- 1999: Die Rätsel des Universums ist nominiert für den Deutschen Jugendliteraturpreis in der Sparte Sachbuch.
- 2002: Unter den besten 7 Büchern für junge Leser im Monat Januar ist Die Suche nach dem Bauplan des Lebens
- 2004: Die Deutsche Akademie für Kinder- und Jugendliteratur in Volkach wählt Warum hat der Mensch kein Fell? – Neue Rätsel des Alltags zum Jugendbuch des Monats September.
- 2005: Preis der Deutschen Schallplattenkritik für das Hörbuch „Gott und die Götter – Das Christentum“ mit Friedhelm Ptok als Sprecher.
- August 2006: Warum die Menschen keinen Frieden halten ist unter den besten 7 Büchern für junge Leser
- Oktober 2006: Wenn Gott gut ist, warum gibt es dann das Böse in der Welt? Fragen an die Religion ist unter den besten 7 Büchern für junge Leser
- 2008: Die Deutsche Akademie für Kinder- und Jugendliteratur in Volkach wählt „Sonne, Wind und Regen – Eine Wetterkunde in Zeiten des Klimawandels“ zum Jugendbuch des Monats April.